# Calosoma inquisitor
Calosoma inquisitor је инсект из реда тврдокрилаца и породице трчуљака. 

## Распрострањење
Calosoma inquisitor је распрострањена у већем делу Европе и деловима Азије. Посебно је честа у умереној клими и углавном се налази у шумама. Насељава листопадне и мешовите шуме. Присутан је у Србији углавном у храстовим шумама.

## Опис
C. inquisitor има дужину тела од око 12 до 20 мм. Може бити зелене, плаве или бронзане боје са дубоким уздужним жљебовима на елитрама. Има јаке ноге и мандибуле које му помажу да ухвати плен. Примарно се храни гусеницама лептира.

## Синоними
- Carabus inquisitor Linnaeus, 1758

## Подврсте
- Calosoma inquisitor subsp. cupreum Dejean, 1826
- Calosoma inquisitor subsp. inquisitor